# Ägid Decker
Ägid Decker, auch Aegidius Decker, OSB (* als Friedrich Decker am 28. August 1906 in Sindelburg, Österreich; † 22. August 1962) war ein österreichischer Benediktiner. Von 1958 bis 1962 war Abt von Stift Seitenstetten.

## Leben
Decker trat 1925 in das Noviziat von Stift Seitenstetten ein, wo er den Ordensnamen Aegidius erhielt, der an heiligen Ägidius erinnert. Nach seiner einfachen Profess am 15. August 1926 studierte er Theologie an der Universität Salzburg, am Päpstlichen Athenaeum Sant’Anselmo in Rom und an der Theologischen Hochschule Beuron. Am 6. Juli 1930 empfing er die Priesterweihe. An der Universität Innsbruck promovierte Decker 1935 zum Dr. phil. in Klassischer Philologie, wonach er am Stiftsgymnasium Seitenstetten von 1936 bis 1938 sowie von 1950 bis 1962 Latein und Griechisch lehrte. Vom Wehrdienst des Zweiten Weltkriegs verschont, widmete er sich dem Lehrbetrieb am Kolleg St. Benedikt in Seitenstetten, wo er 1939 bis 1941 Kirchenrecht dozierte. Von 1942 bis 1954 bekleidete er das Pfarramt der Wallfahrtskirche Krenstetten.
Am 23. April 1958 wählte der Konvent von Stift Seitenstetten Decker zum Abt. In seine Amtszeit fielen die Baumaßnahmen am Wiener Seitenstettnerhof, innerklösterliche Umbauten, wie die Renovierung der Benediktuskapelle, sowie die Renovierung der Basilika Sonntagberg. 
Er war Ehrenmitglied der katholischen Studentenverbindung KÖStV Austria Wien.
Decker starb unerwartet 1962.